# Петро VI Кульгавий

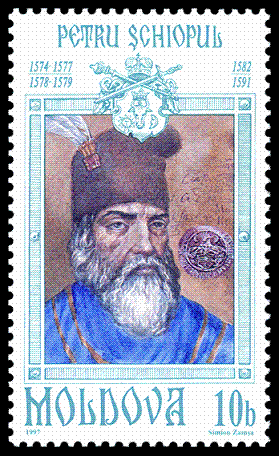
Поштова марка Молдови, 1997

Петру (Петро) VI Кульгавий  (рум. Petru Şchiopul; 1537–1594) — господар Молдовського князівства з червня 1574 по 23 листопада 1579, з 1 січня 1582 по 21 листопада 1591 і з 17 жовтня 1582 по 29 серпня 1591.

## Історія
10 липня 1574 відбулася битва біля Кагульського озера. Сили турків дуже переважали молдовське військо. Перед боєм бояри-зрадники перейшли на сторону турків, молдовське військо було змушене відступити. В долині біля села Рошкани сталася нова битва; молдовсько-козацьке військо три дні чинило опір в повному оточенні. Господар Іван Воде вирішив здатися на умовах збереження життя собі, своїм воїнам; турецький паша стратив господаря. Іван III Воде Лютий був обезголовлений, тіло прив'язали до чотирьох верблюдів і розірвали на частини.
Новим правителем Молдовського князівства став Петру VI Кульгавий, країна була розграбована татарами так, що пам'ять про це збереглася протягом багатьох років. Особливо постраждало Прут-Дністровське межиріччя. Петру VI беззаперечно підкорявся турецькому султану, для особистої охорони тримав при дворі загін турків. Молдова платила султанові подвійну данину, в країні назрівало невдоволення.
Навесні чи влітку 1577 p. за сприяння своїх прихильників, серед яких були молдовани, загону козацького гетьмана Якова Шаха загальним числом в 1000 козаків, Іван Підкова (підтримали народні маси), що видавав себе за брата Івана III Воде Лютого, вдерся до Молдови, скинув з престолу Петру VI Кривого. Утриматися в Молдові Підкові вдалося не більше двох місяців. Воєвода Петру VI, зібравши свіже військо, рушив до Ясс, щоб повернути втрачений престол; був вдруге розбитий Підковою. Тоді Стефан Баторій, король польський, написав своєму братові, трансільванському воєводі Христофору, щоб той надав допомогу Петру VI Кульгавому. На початку 1578 року Іван Підкова, бачачи, що йому не втриматися на престолі, вирішив залишити Молдову; хотів пробратися до запорозьких козаків, але брацлавському воєводі Янушу Збаразькому вдалося умовити Підкову відправитися в Варшаву, щоб виправдатися перед Баторієм. Король, однак, на догоду туркам заточив Підкову під варту, наказав стратити його в червні 1578 у Львові.
На початку січня 1578 р. Петру VI Кульгавий повернувся до Ясс, 9 лютого був змушений тікати, здавши місто без бою молдовсько-козацьким загонам на чолі з Олександром(Alexandru Sarpega), який видавав себе за брата Івана III Воде і Івана IV Підкови. Після загибелі Олександра наступним претендентом на молдовський престол був Петро, який став на чолі козаків і видавав себе за сина Олександра. Петру VI Кульгавому вдалося утримати владу, однак народні хвилювання в країні тривали ще довгий час. 1579 р. господарем став Янку Сасул, Петру VI Кульгавий повернув трон тільки в 1583 p.
Через зраду маршалка двору Бартоломео Брутті (з походження албанця; відкрив туркам інформацію про контакти з Віднем, Римом) 19 серпня 1591 р. з родиною переїхав до Польщі. Польща не могла зарадити, тому з митрополитом Юрієм Могилою поїхав до цісаря.